# Seznam avstrijskih matematikov
Seznam avstrijskih matematikov.

## A
- Emil Artin (1898 – 1962)

## B
- Brigitte Bukovics-Radon (1924 –)

## D
- Christian Andreas Doppler (1803 – 1853)

## E
- Paul Ehrenfest (1880 – 1933)
- Gustav von Escherich (1849 – 1935)

## F
- Philipp Frank (1884 – 1966)
- Frederick Gerard Friedlander (1917 – 2001) (avstrijsko-britanski)
- Johannes Frischauf (1837 – 1924)

## G
- Kurt Gödel (1906 – 1978)

## H
- Hans Hahn (1879 – 1934)

## I
- Wilfried Imrich (1941 –)

## J
- Karl Jelinek (1822 – 1876) (češko-avstrijski)

## K
- Walter Knödel (1926 – 2018)
- Leo Königsberger ?
- Georg Kreisel (1923 – 2015)

## L
- Ignaz Lindner (1777 – 1835)
- Josef Lense (1890 – 1985)

## M
- Richard von Mises (1883 – 1953)
- Leo Moser (1921 – 1970) (avstrijsko-kanadski)

## N
- Otto Eduard Neugebauer (1899 – 1990)
- Martin Nowak / Martin (Andreas) Nowak (1965 –) avstr.-ameriški evoluc. biolog in matematik

## O
- Theodor von Oppolzer (1841 – 1886)

## P
- Leo Perutz
- Georg Aunpekh von Peurbach (1423 – 1461)
- Georg Alexander Pick (1859 – 1942)

## R
- Johann Radon (1887 – 1956)
- Walter Rudin (1921 – 2010) (avstrijsko-ameriški)

## S
- Carl Siegel  (Nemec)
- Karl Sigmund (1945 –)
- Leopold Karol Schulz pl. Strassnitzki (1803 – 1852)

- Alfred Tauber (1866 – 1942)
- Heinrich Franz Friedrich Tietze (1880 – 1964)

## V
- Leopold Vietoris (1891 – 2002) (111 let)

## W
- Emil Weyr (1848 – 1894) (češ.-avstr,)
- Wilhelm Wirtinger (1865 - 1945)
- Nikolaus Wuich (1846 - 1910)